# Politique en Ontario
La politique en Ontario est gouvernée par une législature monocamérale, l'Assemblée législative de l'Ontario, qui opère dans un style de gouvernement de type Westminster.  Normalement, le parti politique qui gagne le plus grand nombre de sièges dans la législature forme le gouvernement, et le chef de ce parti devient le premier ministre de la province (c'est-à-dire le chef du gouvernement). Les fonctions de la reine, la reine Élisabeth II, sont exercés par le lieutenant-gouverneur de l'Ontario. Le lieutenant-gouverneur est nommé par le gouverneur général du Canada sous la recommandation du Premier ministre du Canada.
Les deux partis politiques principaux sont le Parti progressiste-conservateur de l'Ontario (qui forme le gouvernement) et le Nouveau Parti démocratique de l'Ontario (qui forme l'opposition officielle). Le Parti libéral de l'Ontario, autrefois une formation dominante, est représenté à l'Assemblée législative mais n'est pas reconnu comme un parti officiel depuis les élections de 2018. Le parti traditionaliste chrétien Parti de la coalition des familles de l'Ontario et la section ontarienne du Parti vert ont déjà gagné quelques appuis, mais n'ont jamais obtenu de sièges à la législature. Cette donne a changé en 2018 pour le Parti vert avec l'élection de son premier député.

## La Grande Machine Bleue: 1943-1985
Le Parti progressiste-conservateur a dominé la politique ontarienne de 1943 à 1985, ce qui lui a valu le surnom The Big Blue Machine (la Grande Machine Bleue).  Pendant cette période, le parti était dominé par des Red Tory: George Drew, Leslie Frost, John Robarts et Bill Davis sont tous devenus, tour à tour, premier ministre.  Leurs gouvernements ont été responsables de plusieurs politiques les plus progressistes de la province : le Code des droits de la personne de l'Ontario, plusieurs Sociétés de la Couronne et la mise en place de l'État-providence moderne dans la province.  Par contre, en 1985, les progressistes-conservateurs élurent Frank Miller pour remplacer le populaire Bill Davis dans une course au leadership, ce qui représentait un grand déplacement du parti vers la droite.  Cette décision s'avéra très impopulaire.  Après avoir gouverné pendant 42 ans, les conservateurs ont été réduits à un gouvernement minoritaire dans l'élection provinciale de 1985, à peine 4 sièges de plus que le parti libéral.  De plus, ils remportèrent un pourcentage moins élevé des suffrages que les libéraux.  Miller tenta de forger une alliance avec le NPD, comme l'avait fait Davis pendant ses mandats minoritaires (de 1975 à 1981), mais ne réussit pas consolider ses appuis.  Les libéraux de David Peterson et le NPD de Bob Rae formèrent une coalition, réussissant enfin à éjecter Miller du pouvoir et mettant fin à la plus longue dynastie politique de l'histoire canadienne.

## Une décennie de bouleversements: 1985-1995
Peterson réussit à redonner de l'énergie son parti à le mener au pouvoir. La coalition de libéraux et de néo-démocrates de 1985 à 1987 fonctionna très bien avec Peterson aux commandes en tant que premier ministre. En échange de l'appui des néo-démocrates pour certaines politiques libérales et pour qu'ils ne fassent pas tomber le gouvernement de Peterson dans la législature, les libéraux acceptèrent de faire adopter certaines politiques du NPD auxquelles Miller s'était opposé. Toutefois, lors de l'élection de 1987, les libéraux de Peterson réussirent à récolter une majorité substantielle à la législature, mettant ainsi fin à la coalition avec les néo-démocrates qui avait duré deux ans. Le bilan de Peterson est plutôt mitigé. Au cours de ses cinq années au pouvoir, l'Ontario connut ses meilleures années sur le plan économique ; toutefois, vers la fin de son mandat, les dépenses gouvernementales se sont accrues. Malgré les prédictions de surplus budgétaires par son gouvernement, en 1990 les libéraux avaient créé un déficit de 3 milliards $ pour le gouvernement de l'Ontario.

### Le Contrat social
Le Parti libéral paya cher sa décision de déclencher des élections après que seulement trois ans de leur mandat se soient écoulés en 1990. Avant que Peterson ne déclenche les élections, son gouvernement récoltait 54 % d'appuis dans les sondages ; mais l'élection hâtive, que la plupart des gens interprétaient comme de l'arrogance, jumelée aux attentes élevées des enseignants, des environnementalistes, et des médecins qui se retournèrent contre lui, aura causé sa perte. Dans un des résultats électoraux les plus inattendus dans l'histoire ontarienne, le NPD fut porté au pouvoir avec un gouvernement majoritaire, avec Bob Rae à leur tête ; toutefois, il ne récolta que 37 % des suffrages. Ce gouvernement allait être le deuxième gouvernement social-démocrate de l'Ontario (après le gouvernement des Fermiers unis d'Ernest Charles Drury, de 1919 à 1923), et son bilan assurerait l'exclusion du pouvoir du NPD en Ontario pour une autre décennie.
La campagne du NPD portait principalement sur la promesse d'un système d'assurance-automobile publique ; ils négligèrent de respecter cette promesse une fois au pouvoir. Ils ne respectèrent pas non plus leur promesse d'un nouveau système électoral et de dépenses sociales accrues. Afin de venir à bout d'une récession montante, les néo-démocrates introduisirent des coupures dans les programmes sociaux ainsi que le « Contrat social », qui obligeait les employés du secteur public à prendre des « congés » sans solde à chaque année, qu'on surnomma les « Rae days ». Ils gelèrent également les salaires.
Le Contrat social souleva la colère de la presque totalité du mouvement syndical. L'allié de longue date du NPD, Buzz Hargrove, chef du TCA (Syndicat des travailleurs canadiens de l'automobile), ainsi que le Syndicat des employé(e)s de la fonction publique de l'Ontario et d'autres syndicats du secteur public, tournèrent le dos à Bob Rae et jurèrent de faire tomber son gouvernement. Rae introduisit également des taxes qui endommagèrent ses espoirs de réélection. Des milliers de membres quittèrent le parti, et il devint évident que le NPD allait droit vers une défaite à l'élection de 1995.
En 1995, le taux de chômage ontarien montait en flèche et le déficit budgétaire grandissait, ce qui laissa la plupart des gens convaincus que le gouvernement de Bob Rae était devenu inefficace. Plusieurs commentateurs prévoyaient une victoire facile pour les libéraux de Lyn Macleod, mais le Parti progressiste-conservateur renaissant de Mike Harris, qui avait été confiné au statut de tiers parti depuis 1987, connut une remontée spectaculaire et remporta une majorité. Macleod s'aliéna les électeurs en faisant volte-face sur des questions de la campagne telles les unions civiles pour les couples de même sexe. Vers la fin, les libéraux tentèrent de copier plusieurs politiques des tories. Mike Harris, par contre, fit campagne sur un programme controversé mais franc connu sous le nom de Révolution du bon sens (Common Sense Revolution), promettant de résoudre les problèmes économiques de l'Ontario en baissant les impôts, réduisant le rôle de l'État et adoptant des politiques favorables aux entreprises pour créer des emplois. L'élection de 1995 donna au Parti progressiste-conservateur une majorité significative, reconduisant les tories au pouvoir après une longue absence, toutefois sans leur positionnement Red Tory centriste traditionnel.

## La révolution du bon sens: 1995-2003
Le nouveau gouvernement de droite de Mike Harris mit en œuvre un programme néolibéral de coupures dans les dépenses sociales et dans les impôts (la "révolution du bon sens"), réussissant à équilibrer le budget et baisser de manière significative les impôts de la plupart des Ontariens, à la fois pour la classe moyenne et la classe ouvrière. Certains attribuèrent le blâme à cette « révolution » pour les lacunes dans la qualité des systèmes de soins de santé et de l'éducation, et pour le transfert des coûts de plusieurs programmes de la province vers les municipalités. Des coupures dans le financement fédéral des soins de santé par le gouvernement libéral de Jean Chrétien étaient aussi responsables pour les malheurs du système de santé en Ontario. Les critiques du gouvernement tentèrent de surcroît d'alléguer que les coupures gouvernementales au ministère de l'environnement, ainsi que la privatisation des laboratoires qui analysent l'eau potable, étaient responsables du manque de supervision qui causa la tragédie de Walkerton. Une éruption d'infections de la bactérie E. Coli provenant d'eaux contaminées dans la ville ontarienne de Walkerton mena à un certain nombre de décès et de maladies en mai 2000. Les responsables de la tragédie étaient le directeur des travaux publics, Stan Koebel, et son frère Frank qui furent extrêmement négligents dans leur gérance de la sécurité de l'approvisionnement en eau de la ville. Parmi les chefs d'accusation portés contre eux on peut noter la mise en danger de la santé du public, la fabrication de faux documents et l'abus de confiance.
Néanmoins, malgré des controverses, les coupures aux programmes sociaux et à l'éducation, et une grève générale des enseignants à la grandeur de la province en 1999, Mike Harris fut réélu à l'élection de 1999, défaisant les libéraux de Dalton McGuinty. Sa victoire fut facilitée par une mauvaise campagne de la part des libéraux, la création de nombreux emplois depuis que Harris avait pris le pouvoir, et son bilan sur la réduction d'impôts. Une campagne négative de la part des tories, qui diffusèrent des publicités électorales affirmant que McGuinty n'était pas qualifié à la tâche, aida également à la réélection de Harris.
Harris démissionna en 2002 et fut remplacé par Ernie Eves suivant une élection à la chefferie. Le gouvernement de Eves fut notable principalement pour avoir stoppé le plan extrêmement impopulaire de Harris pour le démantèlement du service public d'électricité Ontario Hydro, et la privatisation de certaines de ses composantes.

## Le retour des libéraux
Aux élections ontariennes de 2003, Dalton McGuinty mena les libéraux à une victoire impressionnante contre Ernie Eves et ses tories hantés par la controverse, remportant une solide majorité. Les principales promesses de McGuinty étaient centrées sur un accroissement des dépenses en santé, le démantèlement des réformes de Mike Harris en matière d'éducation, et une promesse solennelle de ne pas augmenter les impôts.
Toutefois, peu de temps après l'élection, l'ancien vérificateur provincial entreprit une étude qui fut utilisée pour prétendre que les conservateurs de Harris et Eves avaient caché un déficit budgétaire d'au moins 5,6 milliards $. En fait, les transferts fédéraux, la vente proposée du LCBO et d'autres actifs qui furent arrêtés par les libéraux après avoir pris le pouvoir, auraient compensé pour le déficit. Malgré cela, le ministre des finances Greg Sorbara déposa un budget qui introduisait des augmentations de taxes et d'impôts sur les marchandises et les entreprises, l'introduction de primes de santé pour tous sauf les Ontariens à faible revenus, ainsi que le retrait de certains services de soins de santé de l'OHIP, le programme d'assurance-maladie de l'Ontario. Ce budget, jumelé à la négligence d'empêcher la construction dans la région écologiquement sensible de la moraine d'Oak Ridges et la violation de presque toutes les promesses faites au cours de la campagne rendirent le gouvernement McGuinty extrêmement impopulaire dans ses premiers mois. Dans le deuxième mois du mandat, McGuinty avait un taux de satisfaction de seulement 8 %, un niveau bas record.
Toutefois, les choses se sont améliorées après sa première année au pouvoir. Le gouvernement de l'Ontario réussit à négocier un accord national sur les soins de santé avec le gouvernement fédéral et les autres provinces ; l'immunisation gratuite pour les enfants fut introduite ; McGuinty annonça des plans pour la création d'une "ceinture verte" (farouchement combattue par la plupart des fermiers et communautés rurales) dans la grande région de Toronto pour freiner l'expansion urbaine ; et un plan pour la création d'une "Assemblée citoyenne" pour enquêter sur une possible réforme électorale fut également annoncé. Les tories, d'un autre côté, effectuèrent un déplacement vers le centre de l'échiquier politique avec l'élection de John Tory, un ancien assistant de Bill Davis, à la tête du parti. Tory s'oppose à la privatisation prônée par Mike Harris et Ernie Eves, prône l'élimination des primes de santé et possède un programme social similaire à celui de McGuinty.
Le gouvernement de McGuinty introduisit un certain nombre d'initiatives réglementaires incluant une loi pour permettre aux clients d'apporter leur propre vin au restaurant, l'interdiction de la malbouffe dans les écoles publiques, l'interdiction de fumer dans les endroits publics, et l'école obligatoire jusqu'à l'âge de 18 ans. Le gouvernement apporta également des changements à la Loi sur le patrimoine de l'Ontario en 2005. À la suite d'une série de mutilations hautement publicisées, le gouvernement proposa également d'interdire les chiens 'pit bull' ; un projet hautement controversé qui attire une forte opposition de la part de certains et un solide appui d'autres.
À l'été de 2003, une décision de la cour d'appel de l'Ontario mena à ce que l'Ontario soit la première province canadienne à rendre légal le mariage homosexuel. En réponse à la décision du tribunal, les libéraux de McGuinty modifièrent la loi de la province concernant les couples mariés pour en enlever toute mention du sexe des partenaires, afin d'y inclure les couples homosexuels.

## Vue d'ensemble: la politique fédérale en Ontario
L'Ontario est une province qui présente une grande diversité de courants politiques, bien que les libéraux fédéraux l'aient dominée de 1993 à 2004 à cause de la division de l'électorat de droite entre le Parti progressiste-conservateur, plutôt centriste, et l'Alliance canadienne, plus conservatrice ; la réunification de la droite avec le Parti conservateur du Canada contribue aujourd'hui à réduire cette dominance.
- La grande région de Toronto, étant une région très diversifiée et multiculturelle, penche clairement vers la gauche au niveau fédéral. Mais, fait intéressant, la région de Toronto fut solidement progressiste-conservatrice aux élections de 1995 et 1999, et appuya bien sûr les tories durant l'ère moins libérale économiquement des Red Tory. C'est devenu aujourd'hui une forteresse libérale, à l'exception de quelques districts au centre-ville qui sont acquis au NPD. L'appui aux conservateurs est limitée aux banlieues, où le parti détient quelques sièges.
- Le sud-ouest de l'Ontario est semblable au Midwest américain qui y est adjacent, avec les régions urbaines penchant généralement vers la gauche (surtout Windsor, forteresse syndicale), et les régions rurales modérément conservatrices ; elles sont moins conservatrices, toutefois, que les parties rurales de certaines régions ontariennes et États américains avoisinants, principalement à cause de la nature industrialisée de la région. La bande entre London et Brantford, ainsi que les régions au nord et au sud de cette bande, font exception à la règle ; elles sont plus conservatrices et plus typiques des régions du centre de l'Ontario.
- Le centre et l'est de l'Ontario sont clairement les régions les plus conservatrices de la province, à cause des fortes bases agricoles et religieuses, qui les rendent plus similaires à certaines parties de l'Ouest canadien et plusieurs parties rurales des États-Unis en termes de conservatisme social. Les exceptions sont le centre d'Ottawa, où les mouvements militants et syndicaux sont très forts, et les régions les plus à l'est où il y a de grandes concentrations de la population franco-ontarienne et qui furent jusqu'à maintenant des forteresses libérales. Toutefois, la plus grande partie de cette région a tendance à voter solidement pour le Parti progressiste-conservateur de l'Ontario au niveau provincial et pour le Parti conservateur du Canada au niveau fédéral. Il y a également un fort sentiment d'aliénation rural dans cette région dû aux politiques comme la « ceinture verte » proposée (dont les opposants affirment qu'elle posera obstacle au commerce des fermiers et risque de ne pas réellement freiner l'expansion urbaine) et la décision controversée d'interdire les pitbulls.
- En général, le nord de l'Ontario est acquis aux libéraux et aux néo-démocrates, principalement à cause du haut taux de syndicalisation de la région, ainsi que la concentration des populations autochtones. Les régions plus au sud sont plus conservatrices que le nord, toutefois, à la fois sur le plan économique que social. Ceci est surtout évident dans les districts de Parry Sound et Muskoka, dans les régions autour de North Bay et sur l'Île Manitoulin.